# Martín de la Jara
Martín de la Jara er en by og kommune i det sydlige Spanien i provinsen Sevilla. Den har et indbyggertal på 2.643 (2024) indbyggere.